# Snoop Dogg
Calvin Cordozar Broadus, Jr. (Long Beach, 1971. október 20. –) művésznevén Snoop Dogg (korábban Snoop Rock, Snoop Doggy Dogg, Snoop Lion), Primetime Emmy-díjas amerikai rapper, producer és színész. Ő az egyik legismertebb rapper a nyugati partról. Zenei karrierje 1992-ben kezdődött, amikor Dr. Dre felfedezte, akinek The Chronic című debütáló albumán is közreműködött.
Debütáló albuma, a Doggystyle 1993-ban jelent meg a Death Row Recordsnál. Rögtön az első helyen nyitott a Billboard 200-on és az R&B listán. Már az első héten egy millió kelt el belőle, azóta négyszeres platinalemez lett. Az albumról két kislemez jelent meg, a "Gin and Juice" és a "What's My Name". 1994-ben kiadott egy filmzene albumot a Murder Was The Case című rövidfilmhez. 1996-ban jelentette meg Tha Doggfather című albumát, ami szintén az első helyen debütált a listákon. Erről kislemez a "Snoop's Upside Ya Head" volt. Az album kétszeres platinalemez lett 1997-ben.
A Da Game Is to Be Sold, Not to Be Told (1998), No Limit Top Dogg (1999) és a Tha Last Meal (2000) című albumok már a No Limit Recordsnál jelentek meg.
Többször szerepel a Nickelodeon Game Shakers c. sorozatában, és egy rész erejéig a Veszélyes Henryben is feltűnik.

## Élete
Calvin Cordozar Broadus Jr. 1971. október 20.-án született Long Beach-en, Vernell Varnado és Beverly Tate gyermekeként. Apja háborús veterán, énekes, és postás volt. Calvin születése után három hónappal otthagyta a családot, így mostohaapja, Calvin Cordozar Broadus Sr. (1948–1985) nevelte fel. Szülei "Snoopy"-nak becézték, mivel imádta a Peanuts című képregény ugyanilyen nevű szereplőjét. Anyja három fia közül ő volt a második. Anyja és mostohaapja 1975-ben váltak el. Gyerekkorában kezdett énekelni és zongorázni, hatodik osztályos korában pedig már rappelt is. Cukorkát árusított, újságot szállított és élelmiszert csomagolt. 1993-ban elmondta, hogy tinédzser korában törvénytelen dolgokba kezdett és bandákhoz is csatlakozott, annak ellenére, hogy szülei megpróbálták megakadályozni.
Tinédzser korában gyakran került összetűzésbe a törvénnyel. A Rollin' 20s Crips banda tagja volt, azonban 1993-ban tagadta a vádakat. 1989-ben érettségizett a Long Beach Polytechnic High School tanulójaként. Ugyanebben az évben kokain birtoklása miatt letartóztatták, és a rákövetkező három évben többször is börtönbe került.

## Filmográfia
| Év   | Magyar cím                                         | Eredeti cím                                     | Szerep                                            | Magyar hang      |
| ---- | -------------------------------------------------- | ----------------------------------------------- | ------------------------------------------------- | ---------------- |
| 1994 |                                                    | Murder Was the Case                             | Silky Slim / Önmaga                               |                  |
| 1995 |                                                    | The Show                                        | Önmaga                                            |                  |
| 1998 | Félbetépve                                         | Half Baked                                      | potyás füvező                                     | Mikula Sándor    |
| 1998 | Visszaesők                                         | Caught Up                                       | Kool Kitty Katt                                   |                  |
| 1998 | Gerjedek a vonalaidra                              | I Got the Hook-Up                               | biliárdjátékos / pultos (stáblistán nem szerepel) |                  |
| 1998 | Rap-vágta                                          | Ride                                            | Mente                                             |                  |
| 1998 |                                                    | Documentary of Shawn                            | Brian                                             |                  |
| 1998 |                                                    | Da Game of Life                                 | Smooth                                            |                  |
| 1998 |                                                    | MP da Last Don                                  | pultos                                            |                  |
| 1999 |                                                    | Urban Menace                                    | prédikátor                                        |                  |
| 1999 |                                                    | Whiteboyz                                       | Önmaga (cameoszerep)                              |                  |
| 1999 | Hot Boyz: A banda                                  | Hot Boyz                                        | C-Dawg                                            |                  |
| 2000 |                                                    | The Wrecking Crew                               | Dra-Man                                           |                  |
| 2000 |                                                    | Up In Smoke Tour                                | Önmaga                                            |                  |
| 2000 |                                                    | Tha Eastsidaz                                   | Killa Pop                                         |                  |
| 2001 | Fekete átok                                        | Baby Boy                                        | Rodney                                            | Dévai Balázs     |
| 2001 | Kiképzés                                           | Training Day                                    | Blue                                              | Dévai Balázs     |
| 2001 | Csontok                                            | Bones                                           | Jimmy Bones                                       | Kálid Artúr      |
| 2001 | Balhé a mosodában                                  | The Wash                                        | Dee Loc                                           | Dolmány Attila   |
| 2001 |                                                    | Welcome to Death Row                            | Önmaga                                            |                  |
| 2001 |                                                    | Volcano High                                    | Song Hak-rim (angol verzió)                       |                  |
| 2001 |                                                    | Snoop Dogg's Doggystyle                         | Önmaga                                            |                  |
| 2002 |                                                    | Tupac Shakur: Thug Angel: The Life of an Outlaw | Önmaga                                            |                  |
| 2002 |                                                    | It's Black Entertainment                        | Önmaga                                            |                  |
| 2002 |                                                    | Snoop Dogg's Hustlaz: Diary of a Pimp           | Önmaga                                            |                  |
| 2002 |                                                    | Girls Gone Wild: Doggy Style                    | Önmaga                                            |                  |
| 2002 |                                                    | Sex and the Studio 1                            | Önmaga                                            |                  |
| 2003 | Sulihuligánok                                      | Old School                                      | Önmaga (cameoszerep)                              | Seszták Szabolcs |
| 2003 | Pauly Shore halott                                 | Pauly Shore Is Dead                             | Önmaga                                            | Bácskai János    |
| 2003 | A fehér csóka                                      | Malibu's Most Wanted                            | Ronnie Rizzat (hangja)                            |                  |
| 2003 |                                                    | The Real Cancun                                 | Önmaga                                            |                  |
| 2003 |                                                    | Beef                                            | Önmaga                                            |                  |
| 2003 |                                                    | Tupac: Resurrection                             | Önmaga                                            |                  |
| 2004 | Starsky és Hutch                                   | Starsky & Hutch                                 | Huggy Bear                                        | Király Attila    |
| 2004 | Flúgos járat                                       | Soul Plane                                      | Antoine Mack kapitány                             | Csőre Gábor      |
| 2004 |                                                    | Beef II                                         | Önmaga                                            |                  |
| 2004 |                                                    | Snoop Dogg's Buckwild Bus Tour                  | Önmaga                                            |                  |
| 2005 |                                                    | The L.A. Riot Spectacular                       | Narrátor                                          |                  |
| 2005 |                                                    | Boss'n Up                                       | Corde Christopher                                 |                  |
| 2005 | Pata-csata                                         | Racing Stripes                                  | Villám (hangja)                                   |                  |
| 2005 |                                                    | Letter to the President                         | Narrátor                                          |                  |
| 2006 |                                                    | The Tenants                                     | Willie Spearmint                                  |                  |
| 2006 | Gengszter horror                                   | Hood of Horror                                  | HOH / Devon                                       | Király Attila    |
| 2006 | Arthur és a villangók                              | Arthur and the Invisibles                       | Max (hangja)                                      | Stohl András     |
| 2006 |                                                    | DPG Eulogy                                      | Önmaga                                            |                  |
| 2006 |                                                    | Rap Sheet: Hip-hop and the Cops                 | Önmaga                                            |                  |
| 2007 |                                                    | Beef IV                                         | Önmaga                                            |                  |
| 2008 |                                                    | Singh Is Kinng                                  | Önmaga                                            |                  |
| 2009 |                                                    | Down for Life                                   | Mister Hightower                                  |                  |
| 2009 | Aranyajtó                                          | Falling Up                                      | Raul                                              | Kálid Artúr      |
| 2009 |                                                    | Brüno                                           | Önmaga (cameoszerep)                              |                  |
| 2009 | Arthur: Maltazár bosszúja                          | Arthur and the Revenge of Maltazard             | Max (hangja)                                      | Stohl András     |
| 2009 |                                                    | Futurama: Into the Wild Green Yonder            | Önmaga (hangja)                                   |                  |
| 2010 |                                                    | Malice n Wonderland (rövidfilm)                 | Malice Bigg                                       |                  |
| 2010 |                                                    | Mics On Fire                                    | Önmaga                                            |                  |
| 2011 | Brilliáns meló                                     | The Big Bang                                    | Puss                                              | Szokol Péter     |
| 2012 |                                                    | Mac & Devin Go to High School                   | Mac                                               |                  |
| 2012 |                                                    | Reincarnated                                    | Önmaga                                            |                  |
| 2013 | Horrorra akadva 5.                                 | Scary Movie 5                                   | Ja'Marcus                                         | Király Attila    |
| 2013 |                                                    | Odnoklassniki.ru: naCLICKay udachu              | Önmaga                                            |                  |
| 2013 | Turbó                                              | Turbo                                           | Csigavér (hangja)                                 | Dévai Balázs     |
| 2014 |                                                    | The Independent Game                            | Önmaga                                            |                  |
| 2014 |                                                    | The Distortion of Sound                         | Önmaga                                            |                  |
| 2015 | Tökéletes hang 2.                                  | Pitch Perfect 2                                 | Önmaga                                            | Kálid Artúr      |
| 2015 |                                                    | High School 2                                   | Mac                                               |                  |
| 2015 |                                                    | Snow on the Bluff 2                             | Dred                                              |                  |
| 2015 |                                                    | Mouse Trap                                      | Mario                                             |                  |
| 2016 | Popsztár: Soha ne állj le (a soha le nem állással) | Popstar: Never Stop Never Stopping              | Önmaga                                            | Galambos Péter   |
| 2016 |                                                    | Meet the Blacks                                 | Todd                                              |                  |
| 2016 |                                                    | What Are the Chances?                           | Önmaga                                            |                  |
| 2016 |                                                    | Unbelievable!!!!!                               | Legrande Bushe őrnagy                             |                  |
| 2017 |                                                    | Grow House                                      | Önmaga                                            |                  |
| 2017 |                                                    | Coolaid: The Movie                              | Önmaga                                            |                  |
| 2018 |                                                    | Future World                                    | Love Lord                                         |                  |
| 2018 |                                                    | Don't Get Caught                                | Önmaga                                            |                  |
| 2019 | Túltolva                                           | The Beach Bum                                   | Lingerie                                          | Nagypál Gábor    |
| 2019 | Túltolva                                           | The Beach Bum                                   | Lingerie                                          | Welker Gábor     |
| 2019 | A nevem Dolemite                                   | Dolemite Is My Name                             | Roj                                               | Kálid Artúr      |
| 2019 | Addams Family – A galád család                     | The Addams Family                               | Tag (hangja)                                      | Hamvas Dániel    |
| 2019 | Kópé                                               | Trouble                                         | Snoop (hangja)                                    | Kálid Artúr      |
| 2019 |                                                    | The Black Godfather                             | Önmaga                                            |                  |
| 2020 | SpongyaBob: Spongya szökésben                      | The SpongeBob Movie: Sponge on the Run          | A szerencsejátékos                                | Kálid Artúr      |
| 2021 |                                                    | The House Next Door: Meet the Blacks 2          | Önmaga                                            |                  |
| 2021 |                                                    | DOMINO: Battle of the Bones                     | DR. DMF                                           |                  |
| 2021 |                                                    | Blood Pageant                                   | Önmaga                                            |                  |
| 2021 | Addams Family 2.                                   | The Addams Family 2                             | Tag (hangja)                                      | Hamvas Dániel    |
| 2021 |                                                    | When Claude Got Shot                            | Önmaga                                            |                  |
| 2022 |                                                    | Good Mourning                                   | A csatlakozó                                      |                  |
| 2022 | Nappali műszak                                     | Day Shift                                       | Big John Elliott                                  | Nagypál Gábor    |
| 2023 | Micsoda buli                                       | House Party                                     | Önmaga                                            | Makranczi Zalán  |
| 2024 |                                                    | The Underdoggs                                  | Jaycen Jenning                                    |                  |
| 2024 | Garfield                                           | The Garfield Movie                              | Maurice (hangja)                                  | Till Attila      |

## Diszkográfia

### Stúdióalbumok
- Doggystyle (1993)
- Tha Doggfather (1996)
- Da Game Is to Be Sold, Not to Be Told (1998)
- No Limit Top Dogg (1999)
- Tha Last Meal (2000)
- Paid tha Cost to Be da Boss (2002)
- R&G (Rhythm & Gangsta): The Masterpiece (2004)
- Tha Blue Carpet Treatment (2006)
- Ego Trippin' (2008)
- Malice n Wonderland (2009)
- Doggumentary (2011)
- Reincarnated (2013)
- Bush (2015)
- Coolaid (2016)
- Neva Left (2017)
- Bible of Love (2018)
- I Wanna Thank Me (2019)
- Take It From a G (2020)
- From Tha Streets 2 Tha Suites (2021)
- BODR (2022)